# Allochthonius coreanus
Espèce
Synonymes
- Allochthonius opticus coreanus Morikawa, 1970

Allochthonius coreanus est une espèce de pseudoscorpions de la famille des Pseudotyrannochthoniidae.

## Distribution
Cette espèce est endémique de Corée du Sud. Elle se rencontre à Changseong dans la grotte Sinryeong-gul.

## Étymologie
Son nom d'espèce lui a été donné en référence au lieu de sa découverte, la Corée.

## Publication originale
- Morikawa, 1970 : Results of the speleological survey in South Korea 1966. XX. New pseudoscorpions from South Korea. Bulletin of the National Science Museum of Tokyo, vol. 13, p. 141-148.